# L'Île-Dorval
Dorval Island eller L'Île-Dorval er en by, og en ø i det sydvestlige Quebec, Canada, i Lake Saint-Louis ud for øen Montreal. Den ligger i kort afstand offshore fra byen Dorval og er forbundet med en sæsonbestemt færgeforbindelse.
Øen har spredte hytter, og øen havde kun 5 fastboende indbyggere ved folketællingen i Canada i 2011, hvilket gør den til den mindste kommune både i areal og befolkningstal. Ved folketællingen i 2001 var den officielle befolkning dalet til 0. Fordi det ikke kun er fastboende, men også ejendomsejere, der er berettigede til at stemme ved kommunale valg i Quebec, var der 50 registrerede vælgere i 2004.
Den 1. januar 2002, som en del af kommunalreformen for Montreal, fusionerede øen med byen Montreal for at blive en del af bydelen Dorval – L'Île-Dorval. Efter valg til nationforsamlingen i Quebec og folkeafstemning i 2004 blev øen igen sin egen jurisdiktion med virkning fra 1. januar 2006.